# Центральний банк Узбекистану
Центральний банк Республіки Узбекистан (узб. O'zbekiston Respublikasi Markaziy banki) — центральний банк Узбекистану.

## Історія
1991 року відповідно до Закону Республіки Узбекистан «Про банки і банківську діяльність» Центральний банк отримав статус державного, емісійного і резервного банку республіки. У Статуті Центрального банку, затвердженого 28 лютого 1992 Президією Верховної Ради Республіки Узбекистан, було зафіксовано, що Центральний банк Республіки Узбекистан є головним банком республіки, а також депозитарієм для авуарів міжнародних фінансових організацій, знаходиться у власності республіки і підзвітний Олій Меджліса Республіки Узбекистан.
Завдання Центрального банку: проведення грошово-кредитної політики, контроль за емісією грошей, організація єдиної системи розрахунків, регулювання та нагляд за діяльністю комерційних банків, а також представлення інтересів Республіки Узбекистан в центральних банках інших держав і міжнародних фінансово-кредитних установах.
Центральний банк є організатором проведення аукціонів кредитних ресурсів, забезпечує чітке функціонування Республіканської валютної біржі.